# Historia de los judíos en el Imperio otomano

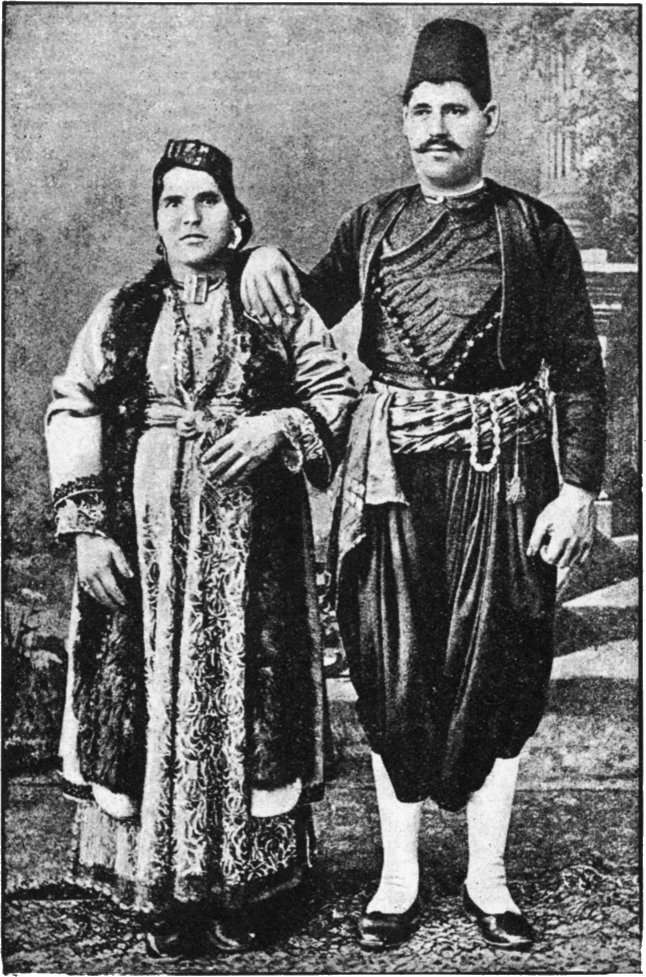
Pareja De Judíos Otomanos, Finales del siglo XIX

En el territorio del Imperio otomano vivieron varios miles de judíos. 

## Generalidades
Ya desde la época de la batalla de Yarmuk, numerosas comunidades de la diáspora judía vivían en Oriente Medio.
Tras la aprobación del Edicto de Granada por parte de los Reyes Católicos, hubo una emigración masiva hacia tierras que habían sido conquistadas por los turcos otomanos. El sultán Beyazid II envió a Kemal Reis a rescatar a los sefardíes de la Inquisición en 1492, y les concedió el permiso para establecerse en su Imperio.
Uno de los más influyentes fue el judío portugués José Nasi, que ocupó importantes cargos diplomáticos.

En la ciudad griega de Salónica se instaló una de las mayores comunidades judías de todo el periodo. También data de esa época el establecimiento de la Judería de Rodas.

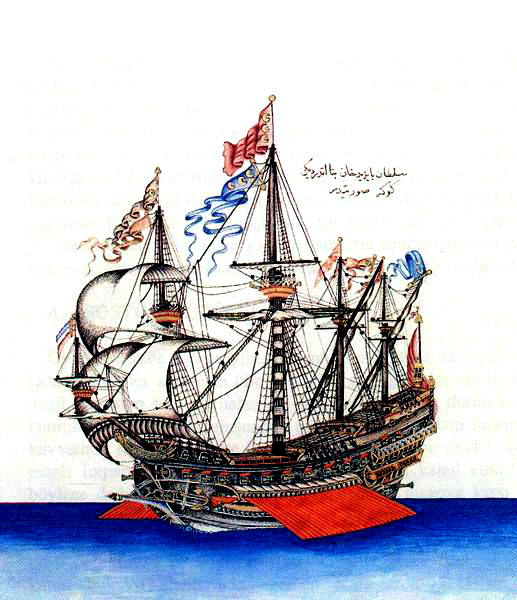
Barco otomano al rescate de judíos sefaradíes.

Los sefardíes encontraron en el Imperio Otomano "una segunda patria en la que, sometidos a vejaciones y a una fuerte presión fiscal, menospreciados por los turcos, pudieron, sin embargo, seguir practicando su religión, dada la tolerancia de los turcos en materia de creencias. Muchos pudieron llevar una vida desahogada; se les autorizaba a tener esclavos cristianos, lo cual no era frecuente en aquellas tierras". Las comunidades más importantes fueron las de Estambul –en la que hacia 1600 vivían más de ciento cincuenta mil sefardíes- y Salónica, llamada por un viajero "madre de Israel".